# Vic Emery
Vic Emery (n. 28 iunie 1933, Montréal, provincia Québec, Canada) este un bober ce a reprezentat Canada, medaliat olimpic. A participat la o ediție a Jocurilor Olimpice (1964) în care a câștigat o medalie de aur.